# Corbeni
Corbeni è un comune della Romania di 5 776 abitanti, ubicato nel distretto di Argeș, nella regione storica della Muntenia.
Il comune è formato dall'unione di 7 villaggi: Corbeni, Berindești, Bucșănești, Poienari, Oeștii Pămînteni, Oeștii Ungureni, Rotunda.
Il comune di Corbeni ha dato i natali al filosofo Vasile Tonoiu.